# Åkerförgätmigej
Åkerförgätmigej (Myosotis arvensis) är en tvåårig växt inom släktet förgätmigejer och familjen strävbladiga växter. Den blir 10 till 40 cm hög och blommar från maj till september med ljusblå blommor. Stjälken är grågrön, upprätt, uppstigande och ofta grenad från basen. Inga stödblad i blomställningen. Fruktskaft utstående och dubbelt så långt som fodret. Delfrukterna är 1,2 mm och svarta.
Åkerförgätmigej är vanlig och trivs på torr till frisk, öppen mark och kan påträffas på exempelvis åkrar, trädgårdar, vägkanter, torrbackar och klippbranter. Dess utbredning i Norden gäller alla platser utom Svalbard och alla kalfjäll.
- Referens: Den nya nordiska floran ISBN 91-46-17584-9